# Chambre de métiers et de l'artisanat de la Moselle
La Chambre de métiers et de l’artisanat de la Moselle (CMA 57) a son siège à Metz au 5, boulevard de la Défense.

## Historique
La Chambre de métiers de la Moselle est initialement créée le 6 décembre 1899 comme la section mosellane de la Chambre de métiers d’Alsace-Lorraine. A cette époque la Moselle, en tant que Bezirk Lothringen, faisait partie du Reichsland d'Alsace-Lorraine, un Land du deuxième Empire allemand. Le ressort de la Chambre de métiers coïncide à cette époque avec les limites du land d’Alsace-Lorraine, qui correspond géographiquement à l'appellation plus précise d'« Alsace-Moselle ».
En juin 1900, le Ministère impérial convoque la Chambre de métiers à un discours du gouverneur impérial le prince Hohenlohe-Langenbourg et la baptise Chambre de Métiers d’Alsace-Lorraine.
Le journal Gewerbezeitung für Elsass-Lothringen, en français la Gazette des Métiers, devient hebdomadaire en 1905. Il permet aux dirigeants de diffuser l’information pratique aux corporations et métiers. Le dernier numéro parait en 1918.
La Chambre de métiers de la Moselle, indépendante, exerçant son autorité sur le département de la Moselle est instituée par arrêté du commissaire général de la République le 11 avril 1923. L’immeuble des Corporations réunies de Metz, situé dans le quartier impérial avenue Foch et érigé au début du XXe siècle, en devient le siège. L’inauguration a lieu le 2 juin 1923 en présence du président de la République Alexandre Millerand, de Raymond Poincaré, du garde des sceaux Maurice Colrat, du préfet de la Moselle François Manceron et du président de la Chambre de métiers Eugène Goulon.
1938 : Mise en place du répertoire des entreprises artisanales.
1959 : Création d’un service d’assistance technique des métiers, transformé en service économique en 1962.
1966 : Création d'un Centre régional de promotion et de qualification des métiers de Lorraine géré en commun par les quatre chambres de métiers de Lorraine pour favoriser la formation professionnelle spécifique à chaque corps de métiers.
Entre 1970 et 1976 : Création de quatre Centres de formation d'apprentis à Metz, Thionville, Montigny-lès-Metz et Forbach pour développer l'apprentissage.
1985 : Création du Centre de formalités des entreprises.
2005 : Création de la Plate-Forme d'accueil de la Chambre de métiers qui devient la même année, par décret, la Chambre de métiers et de l'artisanat de la Moselle.

## Mission
À ce titre, elle est un organisme chargé de représenter les intérêts des 24700 entreprises artisanales 'actives' de Moselle et de leur apporter certains services. Elle exerce ses compétences sur le département de la Moselle (57).
Comme toutes les chambres consulaires, elle est placée sous la tutelle du préfet de région représentant le ministère chargé de l'industrie et le ministère chargé des PME, du Commerce et de l'Artisanat.

## Service aux entreprises
- Défense et représentation des entreprises artisanales.
- Création/transmission d'entreprise (centre de formalités des entreprises).
- International.
- Formation initiale (apprentissage)
- Formation continue diplômante (brevet technique des métiers, brevet de maîtrise).
- Aides aux entreprises.
- Aménagement et développement du territoire.

### Marchés internationaux
Frontalier de deux pays, l’artisanat mosellan a, de longue date, tissé des relations privilégiées avec ses homologues allemands et luxembourgeois. Les marchés sarrois et luxembourgeois sont très naturellement considérés comme de véritables marchés de proximité et sont un atout pour les artisans mosellans.